# Villa Pisani (Bagnolo di Lonigo)

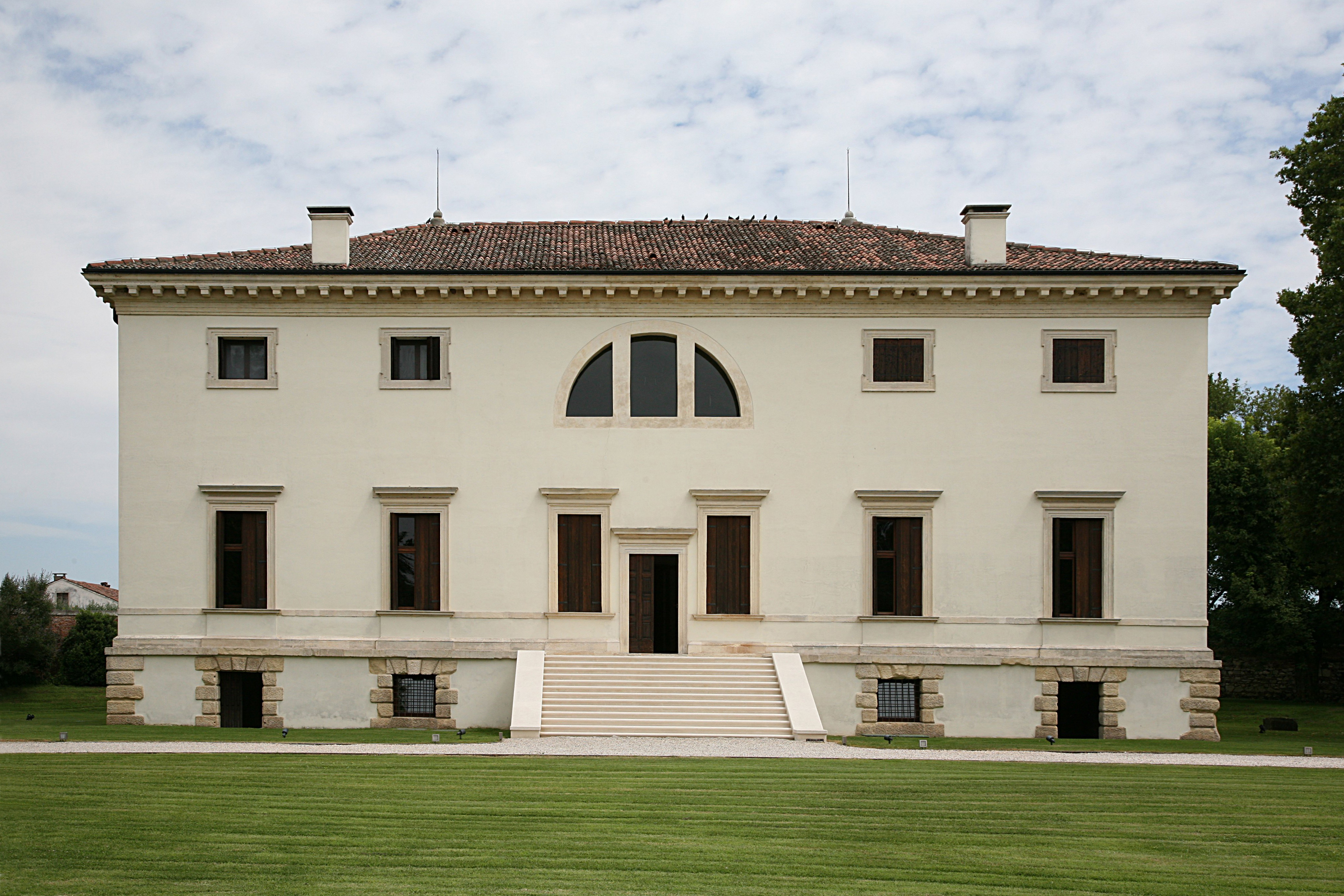
Achterzijde

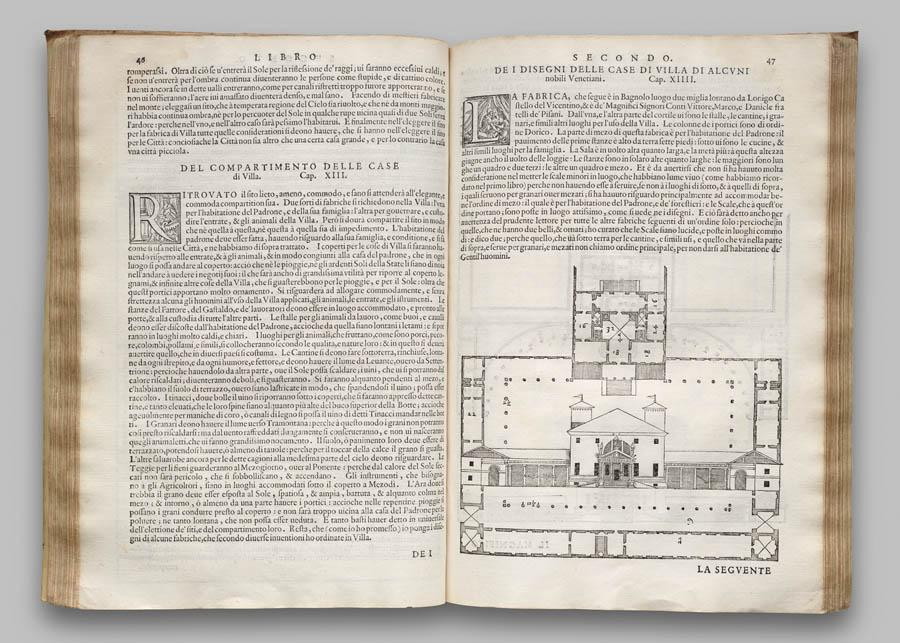
Villa Pisani in I quattro libri dell'architettura

Villa Pisani is een buitenhuis gelegen in de frazione Bagnolo in de gemeente Lonigo, nabij Venetië in Noord-Italië.
De Villa Pisani is een van de landhuizen die worden aangeduid als de Palladiaanse villa's in Veneto op het platteland bij Venetië. De villa is van de hand van de Italiaanse architect Andrea Palladio.
Palladio begon in 1542 met de bouw van de Villa Pisani, die aan de oever van de rivier de Gua gebouwd kon worden, voor de adellijke broers Vittore, Marco en Daniele Pisani. De nu meest vervallen of verdwenen bedrijfsruimten of barchessa’s konden als aanbouwen worden gebouwd. Voor deze aanbouw kwam een door bogen geopende ‘weersbestendige’ gang als een inwendige loggia. Deze gang spreidde zich symmetrisch evenwijdig links en rechts vanaf het hoofdgebouw als armen uit, waarmee een grootse binnenplaats voor het huis werd gevormd. Daardoor kan het eigenlijke herenhuis, ondanks dat het een kelder en een lage- of halfverdieping als zolder heeft, ook als een gelijkvloers-hoofdetage-gebouw worden gezien. Palladio liet de onversierde zijdelen niet terugspringen in het bouwblok maar aansluiten op de toegangsgloggia die hij bekroonde met een fronton. De zijdelen lijken op torens en geven het huis vanaf het water het aanzicht een kasteel.
Villa Pisani werd als onderdeel van Vicenza en de Palladiaanse villa's door de commissie voor het Werelderfgoed erkend als UNESCO-werelderfgoed. Vicenza en drie villa's werden in 1994 tijdens de 18e sessie van de Commissie voor het Werelderfgoed bijgeschreven op de werelderfgoedlijst. 22 bijkomende villa's, waaronder de Villa Pisani werden tijdens de 20e sessie in 1996 erkend.
Stad Vicenza en de Palladiaanse villa's van Veneto · Villa Trissino (Cricoli) · Villa Gazzotti Grimani · Villa Almerico Capra, La Rotonda · Villa Angarano · Villa Caldogno · Villa Chiericati · Villa Forni Cerato · Villa Godi · Villa Pisani · Villa Poiana · Villa Saraceno · Villa Thiene · Villa Trissino · Villa Valmarana · Villa Valmarana · Villa Badoer, La Badoera · Villa Barbaro · Villa Emo · Villa Zeno ·  Villa Foscari, La Malcontenta ·  Villa Pisani · Villa Cornaro ·  Villa Serego · Villa Piovene